# Lennart Axelsson
Pour les articles homonymes, voir Axelsson.
Lennart Axelsson (* 11 juillet 1941 en Suède) est un trompettiste de jazz suédois qui réside à Hambourg en Allemagne.
Axelsson a joué entre autres avec Chet Baker, Quincy Jones, Henry Mancini, Johnny Griffin, Joe Pass, Michael Gibbs, Albert Mangelsdorff, Gil Evans, Sal Nistico, Herb Geller, Nils Landgren, Don Menza, Peter Herbolzheimer, Toots Thielemans.